# Marianela (Schiff)
Die Marianela war ein 1943 gebautes portugiesisches Frachtschiff, das bereits 1944 nach einer sturmbedingten Leckage gesunken ist. Sie war das größte hölzerne Frachtschiff der Hochseeschifffahrt, das in Portugal gebaut worden ist.

## Geschichte
Während des Zweiten Weltkrieges bestand im neutralen Portugal ein großer Mangel an Schiffsraum. Wenig Stahl, teure Charterraten ausländischer Schiffe führten auch zum vermehrten Bau hölzerner Schiffe auf heimischen Werften. Bei der erfahrensten und renommiertesten dieser Werften, der Estaleiros Mónica in Gafanha da Nazaré, bestellte die Kleinreederei Empresa Continental de Navegação aus Aveiro etwa 1943 ein hölzernes Frachtschiff, das für die Küsten- wie die Atlantikfahrt geeignet sein sollte. Die Estaleiros Mónica verfügten über viel Erfahrung hochseetüchtiger hölzerner Schiffe, da zahlreiche der im Nordatlantik im Kabeljaufang tätigen Fischereischoner von ihr stammten.
Die Werft legte 1943 mit der Marianela ein kleines Frachtschiff auf Kiel, das mit einem achtern angeordneten Deckshaus über dem Maschinenraum und zwei davor liegenden Laderäumen ausgestattet war. Das Schiff war 53,0 Meter lang, 10,0 Meter breit und mit 681 BRT vermessen bei einer Tragfähigkeit von 1600 Tonnen. Der Antrieb bestand aus einem Dieselmotor mit 600 PS Leistung, der auf eine Schraube wirkte. Damit erreichte es eine Geschwindigkeit von 9,5 Knoten. Die Besatzung bestand aus 12 Mann.
Nach der Ablieferung des Schiffes an die Empresa Continental de Navegação liegen zunächst keine Angaben zu Einsätzen des Schiffes vor. Anfang Juni 1944 verließ die Marianela Philadelphia mit einer Ladung Weißblech und dem Ziel Lissabon. Sie geriet in einen Sturm, der zu einem Schaden an der Propellerwelle führte. Auf den Notruf kam das Schweizer Frachtschiff Caritas 1, das auf der Fahrt von Philadelphia nach Barcelona war, zu Hilfe und ein Schleppkabel auf den Havaristen gab. Der Versuch, das Schiff zu den Bermudas zu schleppen, scheiterte und die Marianela sank am 10. Juni 1944 im Atlantik nach einem Wassereinbruch. Die gesamte Besatzung wurde von der Caritas aufgenommen und nach Gibraltar gebracht.